# Epiplema polei
Epiplema polei är en fjärilsart som beskrevs av George Francis Hampson 1907. Epiplema polei ingår i släktet Epiplema och familjen Uraniidae. Inga underarter finns listade i Catalogue of Life.